# Jesper de Jong
Jesper de Jong (ur. 31 maja 2000 w Haarlemie) – holenderski tenisista.

## Kariera tenisowa
W swojej karierze wygrał jeden singlowy oraz sześć deblowych turniejów cyklu ATP Challenger Tour. Ponadto zwyciężył w trzech singlowych i ośmiu deblowych turniejach rangi ITF.
W rankingu gry pojedynczej najwyżej był na 160. miejscu (13 czerwca 2022), a w klasyfikacji gry podwójnej na 135. pozycji (23 maja 2022).

### Zwycięstwa w turniejach ATP Challenger Tour

#### Gra pojedyncza
| Końcowy wynik | Nr | Data            | Turniej | Nawierzchnia | Przeciwnik                 | Wynik finału |
| ------------- | -- | --------------- | ------- | ------------ | -------------------------- | ------------ |
| Zwycięzca     | 1. | 20 czerwca 2021 | Ałmaty  | Ceglana      | Marcelo Tomás Barrios Vera | 6:1, 6:2     |

#### Gra podwójna
| Końcowy wynik | Nr | Data             | Turniej    | Nawierzchnia  | Partner           | Przeciwnicy                                  | Wynik finału   |
| ------------- | -- | ---------------- | ---------- | ------------- | ----------------- | -------------------------------------------- | -------------- |
| Zwycięzca     | 1. | 14 lutego 2021   | Petersburg | Twarda (hala) | Sem Verbeek       | Konstantin Krawczuk Denis Jewsiejew          | 6:1, 3:6, 10–5 |
| Zwycięzca     | 2. | 30 maja 2021     | Oeiras     | Ceglana       | Tim van Rijthoven | Julian Lenz Roberto Quiroz                   | 6:1, 7:6(3)    |
| Zwycięzca     | 3. | 13 czerwca 2021  | Ałmaty     | Ceglana       | Witalij Saczko    | Władisław Manafow Jewgienij Tiurniew         | 7:6(4), 6:1    |
| Zwycięzca     | 4. | 6 listopada 2021 | Guayaquil  | Ceglana       | Bart Stevens      | Diego Hidalgo Cristian Rodríguez             | 7:5, 6:2       |
| Zwycięzca     | 5. | 26 marca 2022    | Santa Cruz | Ceglana       | Bart Stevens      | Nicolás Barrientos Miguel Ángel Reyes-Varela | 6:4, 3:6, 10–6 |
| Zwycięzca     | 6. | 30 kwietnia 2022 | Rzym       | Ceglana       | Bart Stevens      | Sadio Doumbia Fabien Reboul                  | 3:6, 7:5, 10–8 |